# Планер

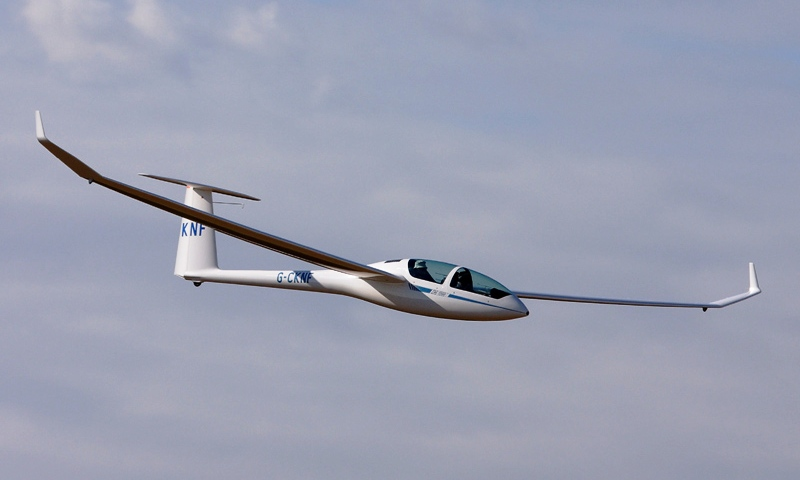
Сучасний планер

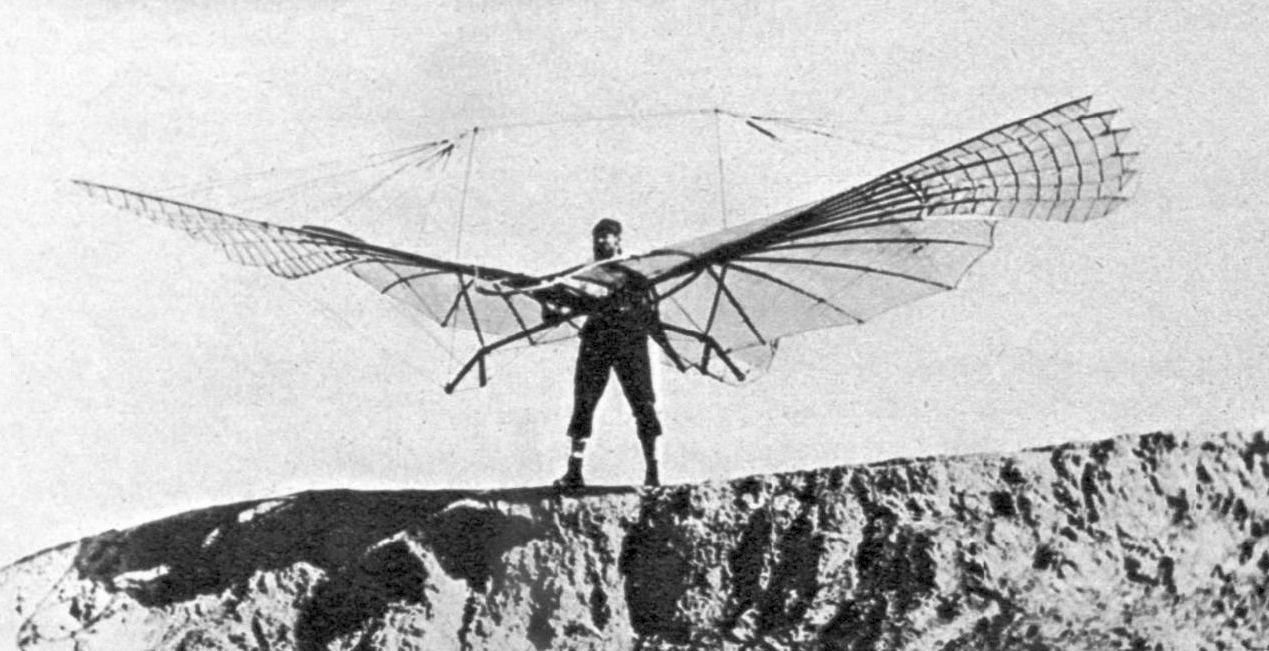
Отто Лілієнталь та його планер. 1894

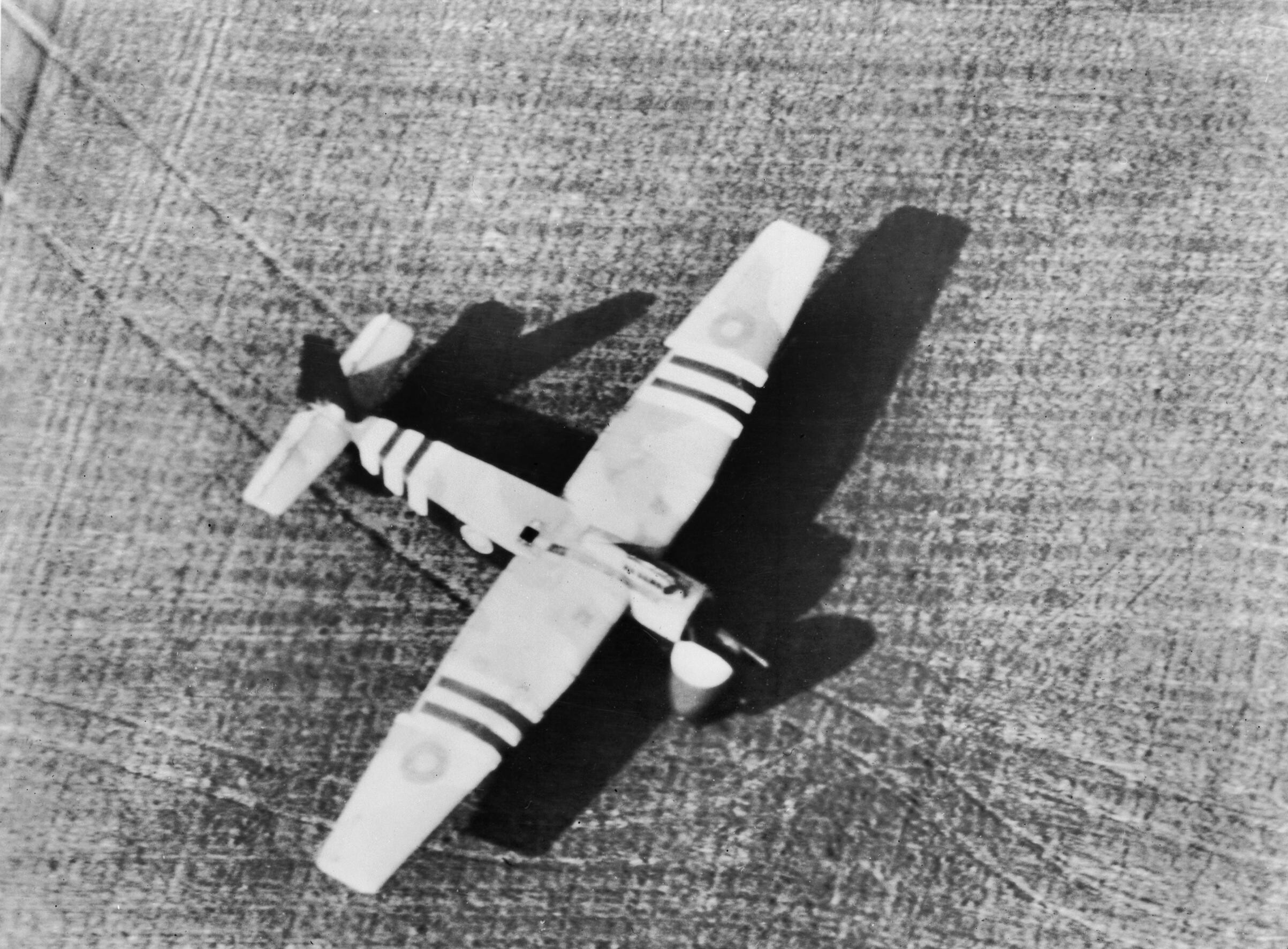
Планер «Гамількар» в ході проведення повітряно-десантної операції «Маркет-Гарден», 1944

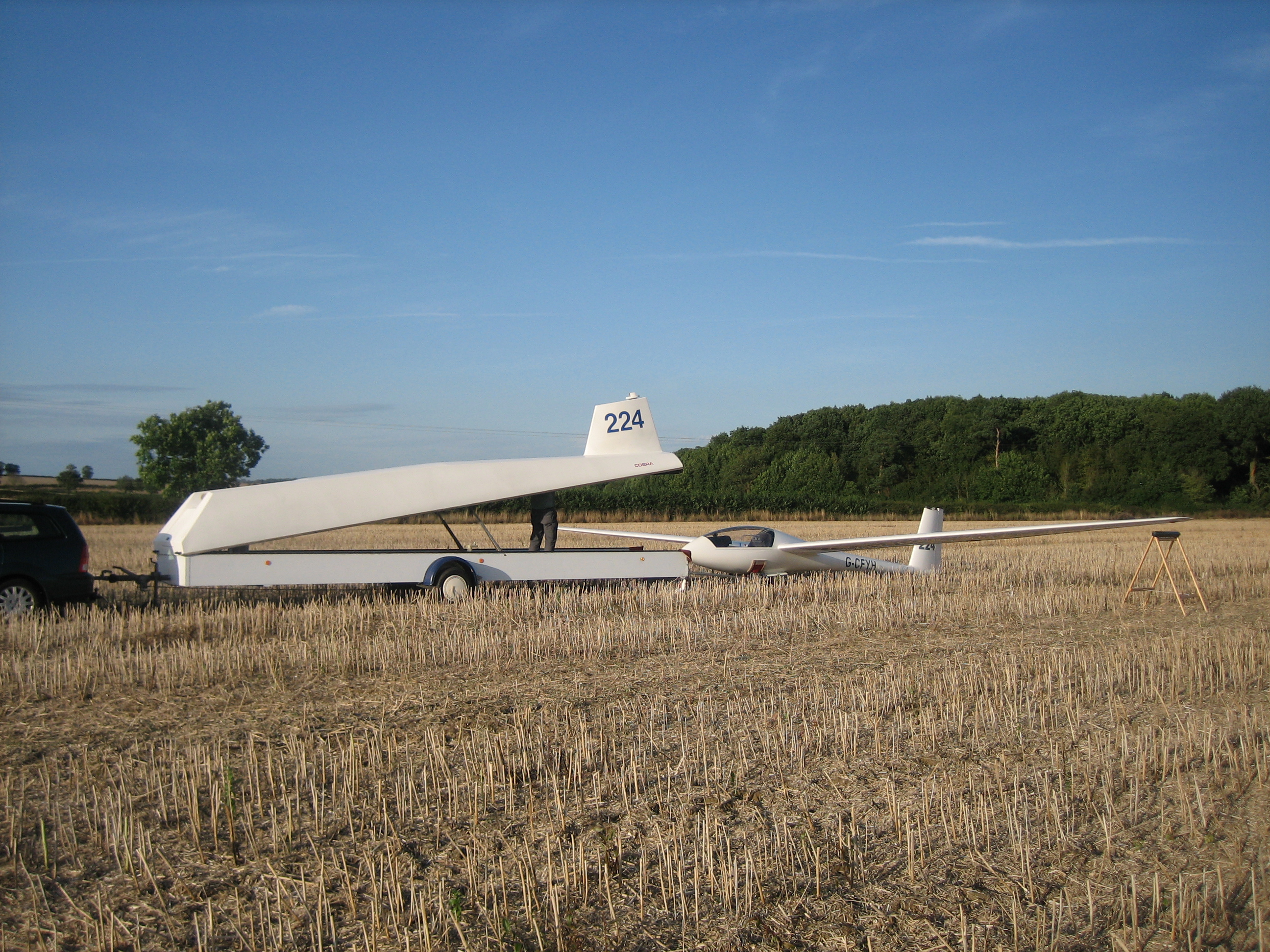
Трейлер для перевезення планера

Пла́нер (фр. planeur, від лат. planum — площина) — безмоторний літальний апарат, важчий за повітря.
Планер не має власної механічної тяги. Створення необхідної підйомної сили досягається приданням планеру швидкості при зльоті; це досягається буксируванням його літаком (автомобілем, мотоциклом) або гумовим шнуром (амортизатором), якій розтягується вручну планеристами. Відчепившись від буксира, планер, що злетів, може тільки планувати, тобто знижуватися по похилій траєкторії. Використовуючи висхідні потоки повітря, планер може літати горизонтально, парити і навіть набирати висоту. Такий тип польоту має загальну назву планерування або ширяння. Планери широко застосовуються в авіаційному спорті (планеризмі).
У військовій справі вони використовувались для викидання повітряних десантів, перекидання спорядження і бойової техніки.

## Історія
Еммануїл Сведенборг (1688-1772) зробив ескізи планера приблизно в 1714 році. У 1853 році сер Джордж Кейлі сконструював перший сучасний планер, який підняв людину в повітря.
На рубежі XIX-XX століть найвідомішим творцем планерів був Отто Лілієнталь. Виготовивши і випробувавши безліч моделей, він створив вдалу конструкцію балансирного планера з хорошими льотними характеристиками. В 1895 поляк Чеслав Танський розробив декілька моделей планерів, але конструкції виявились невдалими. 
Розквіт планерів припав на 1920-1930-ті роки, коли почався справжній бум планерних шкіл.

## Запуск
Існує кілька способів запуску планерів. За винятком зльотів Отто Лілієнталя, який бігав проти вітру схилом, несучи свій планер, найдавніший засіб - це резиновий амортизатор, що після Другої Світової війни був замінений лебідкою, яка була витіснена буксируванням за допомогою літака-буксиру. Запуск автомобілем також можливий, але ця дуже стара техніка майже не використовується. Ще один метод запуску — за допомогою двигуна на самому планері. Говорять про мотопланер, якщо двигунева група фіксована або про автономний планер, якщо двигунева група висувається.

### Використання лебідки
Лебідка — це механізм з електричним або тепловим двигуном, який намотує сталевий або синтетичний трос на котушку. Трос розмотується на максимальну довжину, перед планером готовим до зльоту, або на довжину всієї злітної смуги або більшу, якщо лебідку можна розмістити далі. Коли змотують лебідку, планер рухається, злітає, прискорюється до 100 км/год, здійснює закручування і піднімається з кутом 45-55°, зберігаючи швидкість близько 100 км/год і досягає висоти 400 м за 40 секунд. Запускання лебідкою дозволяє підняти двомісний планер вагою 500 кг на висоту  350-450 м при нульовому вітрі та тросі довжиною 1000 м.
Запуск лебідкою — це досить популярний і дешевий спосіб запуску у Європі (особливо в Німеччині, де він дуже поширений), проте він не дуже популярний в Сполучених Штатах, оскільки трапляються нещасні випадки. Більш економічний, ніж буксирування, і ритм злетів може бути вищим залежно від кількості тросів.
При застосовуванні троса до планера, зовнішня сила спрямована вперед, а потім одночасно вперед і вниз. У системі відліку планера він знаходиться в конфігурації стабілізованого польоту з "помилковим горизонтом", який може підніматися приблизно на 45° над реальним горизонтом.

### Буксирування
Буксирування набагато дорожче, але дозволяє запустити планер в іншому місці, ніж місце розташування лебідки, і на більшу висоту, що залишає пілоту більше можливостей, щоб знайти висхідні потоки. Ціни коливаються від 4 до 7 євро на хвилину, знаючи, що буксирування триває приблизно від 7 до 8 хвилин (залежно від бажання пілота піднятися нижче чи вище).

## Основні складові елементи
Одномісні чи двомісні планери мають три важливі частини:
- Крило: його функція полягає у забезпеченні підйомної сили планера. Розмах крила планера 13 - 25 метрів. Вони мають на їх кінцях, задній частині крил, елерони, які керують нахилом планера.

Крило оснащене аерогальмами, які є пристроями, функція яких полягає у збільшенні лобового опору, а отже, збільшення швидкості зниження планера, головним чином під час посадки. Найефективніші моделі також мають закрилки, іноді їх називають пристроями для збільшення підіймальної сили, функція яких полягає в збільшенні підіймальної сили на низькій швидкості коли вони повернені позитивно (вниз) і зменшувати лобовий опір коли вони повернені вверх на високих швидкостях.
- Фюзеляж: його функція полягає в тому, щоб нести та вміщувати пілота(ів), його зв’язок із стабілізаторами і крилами, забезпечує управління трьома осями: крен, тангаж, рискання. Ця центральна циліндро-конічна частина довжиною 6 до 10 метрів спереду розміщена кабіна, ззаду шасі.

Для моделей з двигуном фюзеляж також містить двигун і, в більшості випадків, пілон-опору гвинта та/або двигуна. Весь цей пристрій висувний, щоб зберегти планеру всі його аеродинамічні якості;
- Оперення: його функція полягає у забезпеченні стабільності та контролю над осями тангажу та рискання. У наш час вони складаються з вертикальних та горизонтальних фіксованих площин, розташованих у формі літери "T", що несуть руль напрямку (управління рисканням) та руль висоти (управління тангажем). Історично стабілізатори  також можуть бути у формі хреста та "V".

## Навантаження баластом
Деякі планери оснащені резервуарами, що дозволяють їм брати воду для баластування (навантажування) планера (вода, іноді з додаванням антифризу, якщо політ, ймовірно, буде здійснюватися в умовах низької температури). Мета цього додаткового навантаження — перемістити сферу високої аеродинамічної якості планера на високі швидкості (наприклад, максимальна аеродинамічна якість отримується з більшою швидкістю).
Дійсно, аеродинамічна якість є максимальною при заданому куті атаки. Якщо вага більша, швидкість, необхідна для підйомної сили, буде більшою для цього кута атаки. Отже, навантаження планера дозволяє перенести поляру швидкостей на високі швидкості, що вигідно як для швидкості змагань, так і для зв’язків у зонах низхідних потоків або при зустрічному вітрі.
Недолік — це більша мінімальна швидкість звалювання, отримана з більшою горизонтальною швидкістю. Результатом є менш хороша висхідна швидкість та посилення труднощів у використанні вузьких висхідних потоків.
Як правило, цей баласт може бути скинутий у польоті. Це важливо з двох причин: для того, щоб полегшити планер, якщо погодні умови краще підходять для планера без баласту, а також для уникнення посадки з баластом. Зайва вага може пошкодити планер у випадку жорсткої посадки. Крім того, швидкість заходу на посадку є більшою, а довжина пробігу при посадці збільшується, що дуже несприятливо для посадки в полі.
Використання баласту — це відносно недавня методика (з'явилася в 1950-х роках і узагальнена в 1970-х роках XX ст.), тому вона розвивається сьогодні, з точки зору кількості набраної води чи якостей польоту з повним баластом.
Вага баласту, який може перевозити планер, змінюється:
- Breguet 901 (планер 1950-х): 2 × 37 л ;
- LS-1D (планер 1960-х): 2 × 30 л ;
- Nimbus 4 (планер 1990-х): 300 л.

## Досягнення
В даний час планарний спорт є загальновизнаним і масовим захопленням в розвинених країнах. Сучасні планери, завдяки досягненням аеродинаміки і матеріалознавства, здатні пролетіти 60 км по прямій з висоти 1 км в спокійному повітрі. Досвідчені планеристи, використовуючи висхідні потоки, здатні долати сотні кілометрів. Існують також планери для вищого пілотажу.
За правилами Міжнародної авіаційної федерації рекорди з планерного спорту реєструються, якщо вони встановлені протягом одного світлового дня. Максимальна дистанція, пройдена на планері — 3009 км. Клаус Ольман з Німеччини здійснив цей політ 21 січня 2003 року.